# Yonatan Karmon
Yonatan Karmon sau Yonathan Karmon (în ebraică: יונתן כרמון n. 28 iulie 1931, București, România – d. 6 februarie 2020, Tel Aviv, Israel) a fost un dansator și coregraf israelian, evreu originar din România. A fost fondatorul ansamblului israelian de dansuri, care îi poartă numele - Ansamblul Karmon.

## Biografie

### Copilărie și tinerețe
S-a născut în 1931 la București sub numele Ionel Kalman ca unul din cei patru fii ai unei familii de evrei. În 1944, în timpul prigoanei antievreiești a dictaturii lui Ion Antonescu, când a avut 13 ani, tatăl său a fost trimis în lagăre de muncă. Lui Ionel, ca și altor  copii evrei, li s-a permis emigrarea în Palestina, în cadrul Emigrației sioniste a Tineretului - Aliyat Hanoar. Împreună cu unul din frații săi, și cu câteva zeci de copii, a fost trimis cu trenul prin Bulgaria, Turcia, Siria și Liban.      
Ajuns în Palestina, care se afla sub administrație mandatară britanică, a fost trimis la un internat pentru copii evrei al organizației Aliyat Hanoar, și a învățat la Scoala agricolă ”Ayanot". În Palestina și-a ebraizat numele în Yonatan Karmon. El a participat la întemeierea kibuțului Ramat Haneghev, care ulterior a fost desființat , iar membrii săi s-au transferat în kibuțul Mishmarot.
În același timp cu munca agricola, Karmon a început să se perfecționeze în dans in studioul lui Gertrud Krauss, iar mai târziu, la profesoara Maya Arbatova.
Intre timp au sosit în Palestina și părinții săi.
În timpul Războiului de Independență al Israelului din 1948-1949 Karmon s-a inrolat în tânara armată israeliană și a participat la lupte în cadrul Brigăzii Neghevului, la Beer Sheva, Bir Asluji și Nirim.

### Activitatea în domeniul dansului
După lăsarea la vatră Karmon și-a facut debutul în domeniul dansului, mai ales al dansului  israelian cu caracter popular, mai întâi ca dansator și apoi ca coregraf, alături de profesioniști mai vârstnici și experimentați. A fost numit coregraf al reuniunii de dansatori de la kibuțul Dalia, a organizat numeroase evenimente de dans și cultură pe cuprinsul Israelului și a devenit una din figurile proeminente al vieții artistice israeliene. 
În 1953, după ce s-a întors de la o perfecționare profesională în Europa, Karmon a înființat la Petah Tikva ansamblul Alumim (Tinerețea) și după aceea,  Ansamblul studențesc de dans al Universității Ebraice din Ierusalim.

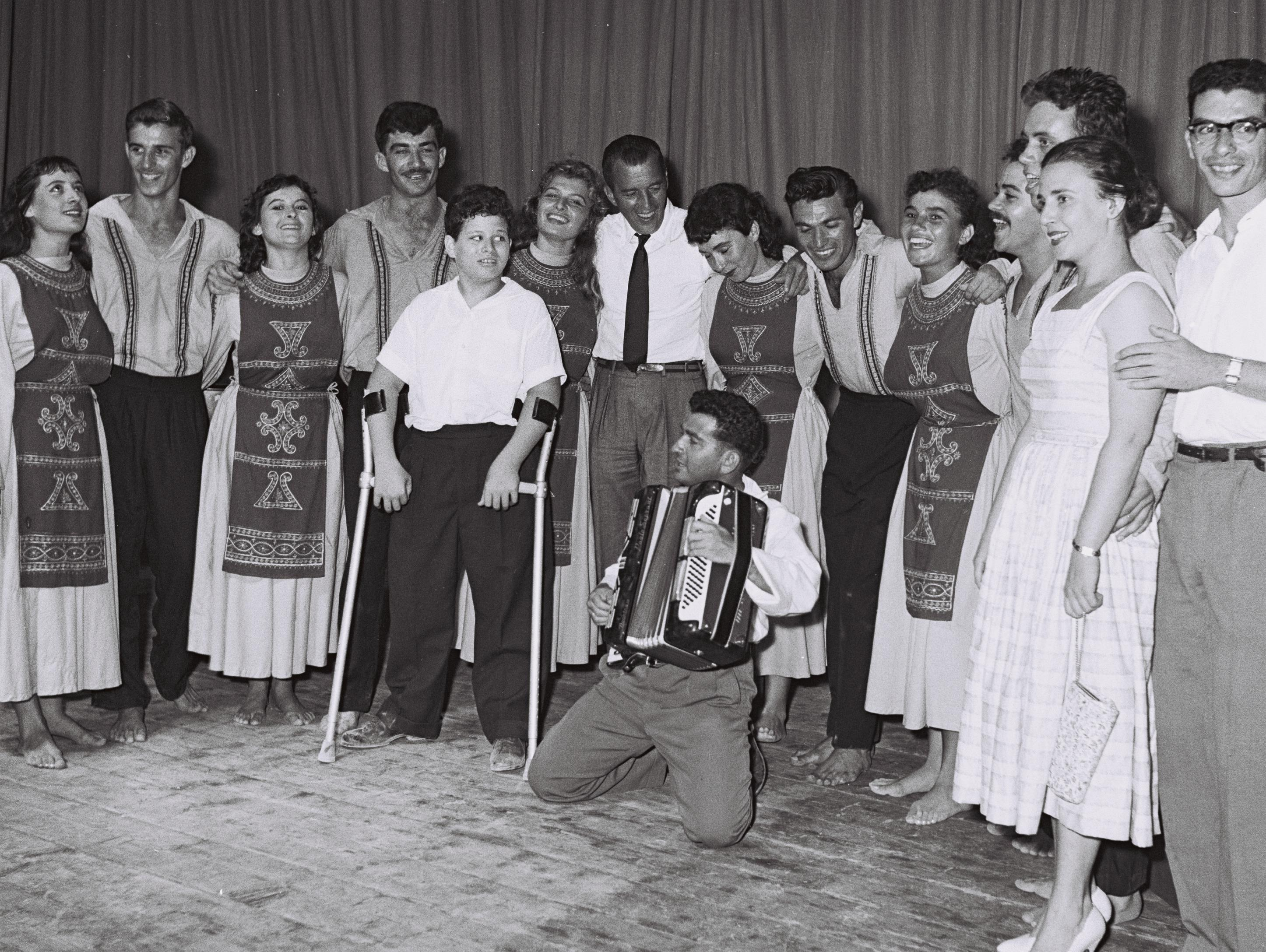
Ansamblul Carmon în 1958 în prezența lui Itzhak Perlman (cu cârje), pe atunci la vârsta de 10 ani, și a lui Ed Sullivan

La începutul anului 1956 Karmon a fost angajat ca instructor al Ansamblului central de dans al Histadrutului (Organizația Generală a Sindicatelor). A selecționat 26 dansatori din rândurile a 130 candidați și a transformat ansamblul într-unul național, care a reprezentat Israelul în numeroase țări europene. Karnon a fost numit directorul său artistic. În continuare ansamblul sindicatelor a constituit baza pentru un nou ansamblu de dansuri, cunoscut ca Ansamblul Karmon, care a funcționat vreme de câteva decenii.
Între membrii ansamblului s-au numărat câteva figuri cunoscute ale scenei muzicale israeliene ca Shlomo Tzakh, (Ilan din cuplul Ilan și Ilanit) și Ofra Fuchs (sotia textierului Ehud Manor).  
După succesul Ansamblului Karmon pe scena Sălii Olympia din Paris, Bruno Coquatrix, directorul Olympiei, l-a angajat pe Karmon în postul de consilier artistic. Începând din anii 1960, Karmon a lucrat la Olympia vreme de treizeci de ani.În paralel a continuat diverse proiecte în Israel și în străinătate.
În 1988 Karmon a întemeiat Festivalul de dans de la Karmiel pe care l-a condus din 1988 până în 1999. Sub conducerea sa Festivalul a devenit un loc de întâlnire  
deosebit între dansul popular și etnic, cel clasic și de salon, între dansul israelian și cel internațional.
În calitatea de coregraf, Karmon a scris coregrafie la opera Otello de Giuseppe Verdi, sub direcția lui Asher Fish la Festivalul Israel din 2001. A condus, de asemenea, "catedra de dans israelian" a Ministerului educației și culturii.
Yonatan Karmon a decedat la 6 februarie 2020 de stop cardiac și a fost înhumat la Cimitirul civil Menuhá Nehoná de lângă Kfar Saba.

### Ansamblul Karmon
Ansamblul Karmon a reprezentat un aspect al culturii israeliene pe scena Diasporei evreiești și în fața publicului străin din Europa, America etc. A apărut și în programul de televiziune a lui Ed Sullivan în S.U.A.
Karmon a creat o coregrafie care a îmbinat folclorul israelian cu dansul modern, cu baletul clasic si cu motive din creația muzicală israeliană. Directorul muzical al ansamblului a fost compozitorul Gil Aldema care a făcut aranjamentul cântecelor și a acompaniat dansurile la acordeon. Un alt acordeonist care a colaborat cu ansamblul a fost Yossi Koguth care ulterior a deschis clubul Bambuk din Natania. 
Discurile ansamblului au fost editate de compania Vanguard și casa de discuri israeliană Hed Artzi.
Numeroși cântăreți israelieni și-au facut debutul în Ansamblul Karmon, alții au colaborat cu el in timpul turneelor în străinătate:Shoshana Damari, Yaffa Yarkoni, Mike Brant, Mihal Gal,Boaz Sharabi (solist vocal, care a debutat în ansamblu ca interpret la fluier), Ilan si Ilanit (nume născocit pentru ei de Karmon însuși),Izhar Cohen, formația de muzică pop „Hahalonot Hagvohim” (Ferestrele înalte), „Haahim veaahayot” (Frații și surorile), Shlomo Bar etc.
Spectacolele ansamblului Karmon s-au împuținat după angajamentul lui Karmon la Olympia. În 1980, cu sprijinul primăriei Ierusalim si al unor donatori din străinătate, el a înființat Ansamblul Ierusalim. După scăderea donațiilor, ansamblul lui Karmon și-a suspendat o vreme activitatea până la înființarea Festivalului de dans de la Carmiel în 1988, unde a reapărut în mai multe proiecte bazate pe coregrafia lui Karmon. În 1996,după ce Karmon și-a încheiat angajamentul la Festival, Karmon a reluat între 1997-2007 activitatea ansamblului său, între altele, cu spectacolele denumite „Gaaguiym” (Dor) și „Lalekhet shevi aharaikh” (Să te urmez cu patimă).

## Omagii
- 2004 - Premiu pentru întreaga activitate din partea Ministerului israelian al educației și culturii
- 2008 - Premiul Michel Landau pentru artele scenice
- 2009 - Medalia Ordinului Artelor și Literelor al Franței
- 2016 - Premiul Arik Einstein pentru creatori veterani
- 2018 - Premiul pentru întreaga activitate, pentru contribuția la dansul israelian - în cadrul Festivalului Ashdodance la Ashdod
- 2018 - Arhiva cu documentele despre activitatea sa, aflate în păstrarea lui Alon Schmidt, directorul administrativ al Ansamblului Karmon, au fost digitalizate și transferate Bibliotecii Nationale din Ierusalim.
- 2020 - Arhiva sa personală a fost și ea transferată Bibliotecii Naționale.